# Liste du patrimoine immobilier classé des Bons Villers
Cette page regroupe l'ensemble du patrimoine immobilier classé de la ville belge des Bons Villers.
| Objet | Année de construction / Architecte | Adresse                                     | Section communale | Coordonnées                      | Numéro d’inventaire | Illustration                                         |
| --- | ---------------------------------- | ------------------------------------------- | ----------------- | -------------------------------- | ------------------- | ---------------------------------------------------- |
| Domaine de la Hutte sur le territoire des Bons Villers                                                    |                                    |                                             |                   | 50° 32′ 06″ nord, 4° 28′ 51″ est | 52075-CLT-0001-01   | Image manquanteTéléverser                            |
| Chapelle Notre-Dame du Roux                                                                               |                                    | ruelle aux Loups                            |                   | 50° 32′ 24″ nord, 4° 26′ 51″ est | 52075-CLT-0002-01   |                                                      |
| Église Saints-Martin-et-Mutien-Marie de Mellet                                                            |                                    |                                             |                   | 50° 30′ 16″ nord, 4° 28′ 34″ est | 52075-CLT-0003-01   | Église Saints-Martin-et-Mutien-Marie de Mellet       |
| Ancienne chambre échevinale de Frasnes-lez-Gosselies                                                      |                                    | Rue de la Sainte, n°5 (M) et alentours (S). |                   | 50° 32′ 00″ nord, 4° 26′ 56″ est | 52075-CLT-0005-01   | Ancienne chambre échevinale de Frasnes-lez-Gosselies |
| Haie haute-tige sise au lieu-dit La Mée en bordure du ruisseau                                            |                                    |                                             |                   | 50° 31′ 29″ nord, 4° 27′ 54″ est | 52075-CLT-0007-01   | Image manquanteTéléverser                            |
| Donjon de Mellet                                                                                          |                                    | Rue A. Helsen 69 bis                        |                   | 50° 30′ 11″ nord, 4° 28′ 22″ est | 52075-CLT-0008-01   | Donjon de Mellet                                     |
| Sites des lieux-dits: des Eauguernées à Villers Perwin (et les Bons Villers à Liberchies (PONT-A-CELLES)) |                                    | Villers Perwin                              |                   | 50° 30′ 28″ nord, 4° 26′ 25″ est | 52075-CLT-0009-01   | Image manquanteTéléverser                            |
| Le site archéologique de Liberchies                                                                       |                                    |                                             |                   | 50° 30′ 28″ nord, 4° 26′ 25″ est | 52075-PEX-0001-01   | Image manquanteTéléverser                            |